# Znanstveno prstenovanje ptica
Znanstveno prstenovanje ptica metoda je istraživanja koja se temelji na individualnom obilježavanju divljih ptica. Sve ptice se nakon postupka prstenovanja odmah neozlijeđene puštaju na slobodu na mjestu gdje su ulovljene. Svako opažanje tako prstenovane ptice (koje se naziva "nalaz"), bilo preko njezina opažanja iz daljine, ponovnog lovljenja i puštanja bilo pronalaženjem mrtve ptice, govori o njezinu životu, posebno o putovima njezina kretanja.
Brižljivim evidentiranjem mjesta na kojima su prstenovane ptice viđene ili ulovljene omogućuje nam se da odredimo njihove selidbene putove te područja gniježđenja i zimovanja. Iako je prstenovanje ptica, koje je davne 1889. u Danskoj započeo H. D. Mortensen, organizirano prvenstveno s namjerom praćenja njihova kretanja i selidbenih putova, danas raspolažemo mnogo većom količinom podataka. Iz nalaza tako dobivamo podatke o smrtnosti i životnom vijeku, spolu, vremenu mitarenja, biometrijske podatke, podatke o staništima u kojima se ptice zadržavaju - parametre na temelju kojih se mogu razlikovati pojedine populacije, prepoznati uzroci promjena u veličinama populacija, planirati zaštita ptica i dr.
Zanimljivo je da su lastavice od prve godine prstenovanja u Hrvatskoj do danas najviše prstenovana vrsta ptica. Dok ih je 1910. prstenovano samo deset, danas ih u Hrvatskoj prstenujemo godišnje i nekoliko tisuća, tako da je od 1910. godine do danas prstenovima Zavoda za ornitologiju prstenovano gotovo 80.000 lastavica.

### Organizacija prstenovanja
Prstenovanje u svakoj zemlji organiziraju prstenovačke centrale koje su ujedinjene u europski prstenovački savez - EURING (European Union for Bird Ringing). Prva prstenovačka centrala osnovana je 1903. u Njemačkoj. Zavod za ornitologiju je prstenovačka centrala za Hrvatsku, a organiziranjem prstenovanja od 1910. predstavlja šestu prstenovački centralu u svijetu (prije toga prstenovanje je, osim u Njemačkoj, organizirano još samo u Velikoj Britaniji, Mađarskoj, Americi i Portugalu).
Prstenovanje se temelji na radu volontera prstenovača koji iz hobija i ljubavi prema pticama provode prstenovanje. U Europi nešto više od 10.000 prstenovača, većinom volontera, godišnje prstenuje gotovo 4 milijuna ptica različitih vrsta i oko 90.000 ponovno ih nađe. Velik broj podataka koji su na taj način prikupljeni jedinstven je slučaj za bilo koju skupinu životinja u svijetu.
Zavod za ornitologiju danas surađuje sa šezdesetak prstenovača koji godišnje prstenuju oko 30.000 ptica. U proteklih 90 godina prstenovanja u Hrvatskoj je prstenovano više od pola milijuna ptica, a gotovo deset tisuća ih je nađeno. Do 1990. godine Zavod za ornitologiju koordinirao je prstenovanje na području čitave bivše Jugoslavije, s izuzetkom Slovenije od 1926., a od 1991. koordinira prstenovanje na području Hrvatske.

### Način prstenovanja ptica
Ptice se najčešće love vertikalnim ornitološkim mrežama. Iz tih mreža prstenovači lako vade ptice, a one ostaju neozlijeđene. Prstenuju se aluminijskim ili plastičnim prstenovima na kojima je ugraviran jedinstveni broj. Prije puštanja svakoj se ptici određuje vrsta, spol, starost, masa i veličina. Najbolji rezultati prstenovanja postižu se na organiziranim akcijama kada se na jednom mjestu ptice prstenuju kroz dulje vrijeme. Neke su od takvih akcija, koje traju već više godina, prstenovanje ptica za vrijeme proljetnje selidbe na Savici pokraj Zagreba te za vrijeme jesenske selidbe na Vranskom jezeru pokraj Pakoštana. Te se akcije koriste i za edukaciju.
Prstenovane ptice neozlijeđene se puštaju na mjestu prstenovanja. Prstenovači svoje godišnje izvještaje o prstenovanju predaju Zavodu za ornitologiju, koji je prstenovačka centrala za Hrvatsku. U Zavodu se podaci prikupljaju, digitaliziraju i analiziraju. Kao rezultat dobivamo godišnji izvještaj o prstenovanju Zavoda, koji se potom šalje EURING-u, svim prstenovačkim centralama u Europi i svim suradnicima te se objavljuje u časopisu LARUS.

### Nalazi prstenovanih ptica
O nalazu prstenom obilježene ptice doznajemo od prstenovača ili promatrača ptica koji opaze pticu s prstenom i točno prenesu podatke s prstena najbližoj prstenovačkoj centrali. Prstenovačke centrale međusobno razmjenjuju podatke o nalazima. Iz takve razmjene doznaju se podaci o ptici prikupljeni na mjestu prstenovanja, ali i na mjestu nalaza te podatak o kretanju nađene ptice.
Iz većeg broja takvih podataka izvode se zaključci o selidbenim putovima, o parametrima populacije i dr. Podaci o nalazima prstenovačke centrale pubiciraju se u stručnim časopisima i brošurama jednako kao i izvještaji o prstenovanju.
Primjer:
Mlade rode prstenujemo u gnijezdima. Rode se u Hrvatskoj prstenuju od 1910. godine, a ukupno ih je do 2000. godine prstenovano 24.278, od čega ih je oko 270 ponovno nađeno.
Zahvaljujući prstenovanju, zna se sljedeće:
Rode zimuju u Africi, no populacije iz različitih dijelova Europe zimuju u različitim područjima. Hrvatske rode zimuju u Južnoj Africi. Zahvaljujući nalazima prstenovanih roda, možemo točno pratiti njihov put tijekom selidbe. One sa svojih gnjezdilišta putuju uz Savu i Dunav do Bugarske te preko Bospora stižu u Malu Aziju. Put nastavljaju preko Bliskog istoka do Egipta, odakle uz Nil kreću na jug sve do zimovališta u Južnoafričkoj Republici, u pokrajinama Transvaal, Natal i Kaap. Zračna udaljenost između njihovih gnjezdilišta i zimovališta je oko 8000 km, no putem kojim rode lete ta udaljenost je i veća - oko 10.000 km.

Ako se nađe prstenovana ptica, Zavodu za ornitologiju javljaju se sljedeći podatci:
- vrsta nađene ptice
- ime centrale na prstenu *
- broj prstena *
- spol i starost nađene ptice
- način nalaza (je li ptica puštena s prstenom ili bez njega, je li zadržana u zatočeništvu, je li nađena mrtva, je li mrtva dulje vrijeme ili je leš svjež, je li ubijena i slično)
- mjesto nalaza *
- datum nalaza *
- nalazač (ime i prezime, adresa, br. pošte i mjesto, telefon, e-mail, ostalo).

Pri čemu se podatci označeni zvjezdicom (*) moraju obvezno upisati, bez njih nalaz malo vrijedi.
Sve se nalazače povratnim dopisom izvještava o svim do sada poznatim podatcima o nađenoj ptici (gdje i kada je prstenovana, koliko je stara, je li u međuvremenu nađena još negdje i dr.).

### Prstenovači
Da bi netko postao prstenovač, prije svega mora znati razlikovati vrste ptica. Osim toga kandidati za prstenovače moraju znati postupati s pticama tako da ih ne ozlijede prilikom lova za prstenovanje i prstenovanja te moraju poznavati Zakon o zaštiti prirode.
Svaki kandidat svoja znanja dokazuje na ispitu za prstenovača koji se na Zavodu za ornitologiju organizira pred tročlanom komisijom u kojoj sudjeluju ornitolog, iskusni prstenovač i predstavnik državne uprave.
Osnovno znanje i iskustvo u poznavanju vrsta ptica te postupanju s pticama prilikom prstenovanja može se steći na nekoj od organiziranih akcija prstenovanja ili od nekog iskusnog prstenovača preko osobnog poznanstva.
Hrvatsko ornitološko društvo svake godine organizira dvije akcije prstenovanja: u proljeće na Savici pokraj Zagreba te u ljeto/jesen na Vranskom jezeru pokraj Pakoštana.

## Vanjske poveznice
|  | Zajednički poslužitelj ima još gradiva o temi Prstenovanje ptica |